# Hugh Wooding
Sir Hugh Olliviere Beresford Wooding TC, CBE (* 14. Januar 1904 auf Trinidad; † 26. Juli 1974 ebenda) war ein Jurist und Politiker aus Trinidad und Tobago.

## Leben
Die Familie von Hugh Wooding stammte aus Barbados. Schon mit zehn Jahren errang er aufgrund seiner Begabung eine Auszeichnung des „Queen’s Royal College“ in Port of Spain und später ein Stipendium für ein Jura-Studium am Middle Temple in London. Dort erhielt er 1926 als erster Student aus der Karibik das Stipendium „Inns of Court Studentship“. Nach seiner Referendarzeit in London kehrte er nach Trinidad zurück und ließ sich dort als Rechtsanwalt nieder, arbeitete aber im gesamten karibischen Raum. Wegen der Hartnäckigkeit, mit der er die Interessen seiner Mandanten vertrat, bekam er den Beinamen „Tiger“. Er war dafür bekannt, dass er für ärmere Mandanten gegen ein kleines Honorar oder umsonst tätig wurde. Von 1962 bis 1968 war er erster „Chief justice“ (Präsident des obersten Gerichtshofes) des von Großbritannien unabhängig gewordenen Landes und wurde zum „Queen’s Counsel“ ernannt. Woodings Rat war über die Grenzen seines Heimatlandes hinaus geschätzt: So leitete er 1968 eine Untersuchungskommission zu Aufständen auf den Bermudas, die feststellte, dass die Urheber der Aufstände farbige Jugendliche waren, die sich von (den vorwiegend weißen) Polizisten diskriminiert fühlten und sich auch wirtschaftlich gegenüber Weißen benachteiligt fühlten. 1970 saß er einem Komitee vor, das die rechtliche Situation der Freihandelszone Freeport auf den Bahamas prüfte.
Ab 1941 engagierte sich Hugh Wooding auch in der Politik. 1943 wurde er zum Bürgermeister von Port of Spain gewählt. Er war zudem aktiver Freimaurer und engagierte sich in der Förderung der Kunst, unterstützte aber z. B. auch die Bestrebungen von Radsportlern um Ferdi de Gannes und Compton Gonsalves zur Gründung eines eigenständigen Radsportverbandes. 1971 arbeitete er in einer Kommission für die Reform der Verfassung von Trinidad und Tobago. Von 1971 bis zu seinem Tod war er Kanzler der University of the West Indies. Er gilt zudem als Pionier und Mitbegründer der juristischen Ausbildung im westindischen Raum.

## Ehrungen
1937 wurde Hugh Wooding Commander of the British Empire, 1963 wurde er zum Knight Bachelor („Sir“) geschlagen. 1969 wurde er mit dem damals höchsten Orden von Trinidad und Tobago, dem Trinity Cross, ausgezeichnet. An Hugh Wooding erinnert die nach ihm benannte „Law School“ in St. Augustine, die 1973 gegründet wurde und an der die juristische Elite der südlichen Karibik, darunter der ehemalige barbadische Premierminister Freundel Stuart, ausgebildet wurde.